# Джефф Зінтс
Джеффрі Данстон Зінтс (англ. Jeffrey Dunston Zients; нар. 12 листопада 1966) — американський бізнесмен та урядовець, 31-й керівник апарату Білого дому в адміністрації президента США Джо Байдена. Раніше в адміністрації Байдена він обіймав посаду радника президента та координатора Білого дому з протидії коронавірусу з січня 2021 року по квітень 2022 року.
Під час президентства Барака Обами Зінтс обіймав посаду директора Національної економічної ради з лютого 2014 по січень 2017 року, виконував обов'язки директора Адміністративно-бюджетного офісу в 2010 році та з 2012 по 2013 рік.
Зінтс був керівником компаній, зокрема The Advisory Board Company та CEB. Зінтс приєднався до адміністрації Байдена після того, як залишив посаду головного виконавчого директора інвестиційної компанії Cranemere. Він був членом ради директорів Facebook з 2018 по 2020 рік.